# 島裕介
島 裕介（しま ゆうすけ、1975年2月12日 - ）は、日本のトランペット奏者、フリューゲルホーン奏者、フルート奏者、音楽プロデューサー、作曲家、編曲家。

## 経歴・人物
大阪生まれの東京育ち。東京都立戸山高等学校から慶應義塾大学理工学部に進み、同大学院修士課程を修了。
2002年、本格的にプロ活動を開始。これまでに数百タイトルのアルバム・CM録音に参加。初期のリーダーユニット Shima & Shikou DUO（ピアノ伊藤志宏）では、2006年1stアルバムリリース、フジロックフェスティバル2007年出演、全国タワーレコードJ-JAZZチャート1位獲得、2009年ビクターエンタテインメントよりメジャーデビュー。
2010年より、オリジナル曲のリーダープロジェクトSilent Jazz Caseを活動開始、同年に1stアルバムをリリース。一方で、Silent Jazz Case名義でのプロデューサー活動も始め、数多くの有名アーチストの作品に関わる。
2011年よりJAZZJAPAN誌でジャズトランペット作品の連載を4年間続ける。
2013年より発売の本人名義アルバム『名曲を吹く』はシリーズ数作リリースされている。その内容で、国内・海外含め数十都市のツアーを定期的に行う。
2016年より音楽レーベル「等々力ジャズレコーズ」を立ち上げ、すでに10作以上をプロデュースしている。
2019年10月、テニス世界大会「楽天オープン2019」決勝戦前（皇室観覧試合）での国歌「君が代」トランペット独奏に抜擢される。
2023年トラックメイカーとしてのプロジェクト"Wind Loop Case"配信開始。ヤフーニュースに掲載される。
影響を受けたトランペッターは リー・モーガン、ウディ・ショウ、ケニー・ドーハム、ドナルド・バードなど

## リーダー・個人名義作品
- 『雨の246』 / Shima&ShikouDUO(2006年/自主制作)
- Road To The Deep North / Shima&ShikouDUO(2008年/Nature Bliss)
- Poetry / Shima&ShikouDUO(2009年/ビクターエンタテインメント)
- Silent Jazz Case 1 / Yusuke Shima (2010年/ランブリングレコード)
- 『呼吸』 / Shima&ShikouDUO(2012年/MOS Sound)
- 『名曲を吹く Ink Blue』 / 島裕介 (2013年/MOS Sound)
- 『名曲を吹く 2』 / 島裕介 (2013年/MOS Sound)
- Silent Jazz Case 2 / Yusuke Shima (2015年/Playwright)
- 『名曲を吹く 3 ～ニニ・ロッソとシネマ～』 / 島裕介 (2015年/MOS Sound)
- 『小山豊 meets 島裕介～和ジャズ～』 / 小山豊, 島裕介 (2016年/等々力ジャズレコーズ)
- Silent Jazz Case 3 / Yusuke Shima (2017年/Playwright)
- 『小山豊 meets 島裕介～和ジャズ～ vol.2』 / 小山豊, 島裕介 (2018年/等々力ジャズレコーズ)
- Yusuke Shima in Bnagkok / Yusuke Shima (2018年/自主制作)
- Prayer / re:plus , Yusuke Shima (2019年/Playwright)
- 『名曲を吹く 4 ～feat.沖仁・丈青～』 / 島裕介 (2019年/等々力ジャズレコーズ)
- Silent Jazz Case 4 / Yusuke Shima (2019年/Playwright)
- SilentJazzCase for the Vinyl [Analog] / Yusuke Shima (2022年/URBAN DISCOS)
- Wind Loop Case 1 / Yusuke Shima (2023年/Playwright)
- Silent Jazz Case 5  / Yusuke Shima (2024年/Playwright)

## 主なプロデュース作品
- Jazz in R&B（2009年）
- A Beautiful Day cover&standerd vol.2 / 青木カレン（2009年）
- Lapis Lazuli / bohemianvoodoo（2010年）
- 『暴走JAZZ』/ Purple Jazz Project （2011年）
- Will Love / 杉山未紗（2011年/ポニーキャニオン）
- 『キュアジャズ』 / 高木里代子（2012年/ビクターエンタテインメント）
- Mederu / 樽木栄一郎（2012年/ハピネスレコード）
- Jazz The Rocks（2012年/ビクターエンタテインメント）
- ジャズソン。-ジャジーなアニソン- / Silent Jazz Case（2012年）
- Move On / The Novelestilo（2013年）
- Because the Night / Ryu Miho（2013年/キングレコード）
- TONE / 高橋ちか（2013年）
- 暴走JAZZ弐:ピアノヴァージョン / Purple Jazz Project （2013年）
- 『ハードバップ・リバイバーズ』  / 石井裕太とハードバップ・リバイバーズ（2014年）
- Birth / 中溝ひろみ（2014年）
- seasons / 渚まいこ（2016年/等々力ジャズレコーズ）
- The Express / 吉岡大輔 & the Express（2016年/等々力ジャズレコーズ）
- GENESIS / 橋本芳（2017/等々力ジャズレコーズ）
- Voice of Buoy / SOA（2020年/等々力ジャズレコーズ）
- Paradox / 橋本芳（2020年/Playwright）
- 羽色 - cor de pena / 赤羽泉美（2021年/等々力ジャズレコーズ）
- it / 矢崎恵理（2022年/等々力ジャズレコーズ）
- launch vehicle / 久保田浩之 （2024年/等々力ジャズレコーズ）

## 主なサポート活動・共演歴
- エゴラッピン（2002年～2006年）[8]
- Paris match（2009年）
- 沖仁[9]
- 畠山美由紀[10]
- 加護亜依[11]
- JiLL-Decoy association
- さかいゆう
- Saigenji
- おおはた雄一
- 川上つよしと彼のムードメイカーズ
- ASA-CHANG & ブルーハッツ[12]
- 一青窈
- デュークエイセス
- 由紀さおり
- 玉置浩二
- 美川憲一
- 夏木マリ
- 小泉今日子
- 小野リサ
- 土屋アンナ
- hiro
- 鷲崎健
- 流線形
- ART-SCHOOL
- 風味堂
- SOFFet
- 須永辰緒
- re:plus
- Jean-Paul 'Bluey' Maunick
- 阿川泰子
- 竹本健一
- 堀込泰行
- Elliot Scheiner（スティーリー・ダン "Aja" の録音エンジニア）

他多数のミュージシャンと共演（主にジャズ界隈）

## メディア関係
- 2008年TV 第59回NHK紅白歌合戦で美川憲一「さそり座の女」サンババージョン（須永辰緒プロデュース）にてトランペット・トロンボーン演奏
- 2010年TVアニメのだめカンタービレOP曲まなざし☆デイドリーム（作詞・作曲　さかいゆう）、録音参加
- 2011年JR東海 CMそうだ 京都、行こう。秋『毘沙門堂』バージョン音楽、録音参加
- 2011年TVアニメラブライブ「あ・の・ね・が・ん・ば・れ！」 lily white（作曲: 青木多果）、録音参加
- 2013年ヱビスビール CM ロブションシリーズ『薫り華やぐヱビス』音楽、編曲・録音参加
- 2014年ラジオNHK-FM番組『ハンサム・ジャズ』ライブ演奏収録・インタビュー出演
- 2016年TVアニメ 怪盗ジョーカー挿入曲、録音参加
- 2018年CM SUZUKI クロスビー 「ロングドライブ」（演奏）
- 2019年楽天オープンテニス2019決勝戦にて国歌「君が代」トランペット独奏（WOWOW放送）
- 2023年【ホットペッパービューティー学割】 ～お得な学割篇　（フルート演奏）

他、マクドナルド、サントリーBOSS、洋服の青山、JTB などのCM音楽、録音参加

## 海外での演奏歴
- タイ（バンコク、チェンマイ）
- 韓国（ソウル、プサン、他）
- アメリカ（ロサンゼルス、ニューヨーク、フィラデルフィア）
- スペイン（セビリア）
- 中国（深圳、上海、蘇州、杭州、北京、武漢、南京、広州）